# Arvid Falkenberg
Arvid Winsnes Falkenberg, född 1 februari 1911 i Vestre Totens kommun i dåvarande Oppland fylke (nuvarande Innlandet fylke), död 20 september 2007, var en norsk-svensk arkitekt. Han var en av de sista överlevande medlemmarna av Osvaldgruppen, aktiv i den norska motståndsrörelsens aktiviteter mot den tyska ockupationen under andra världskriget.

## Biografi
Efter studentexamen i Oslo 1929 utexaminerades Falkenberg från Norges tekniske høgskole 1936. Han flydde till Sverige efter ett attentat mot den tyska ockupationsmakten, där han tillsammans med fyra andra planerade och 20 april 1943 utförde ett brandattentat mot det tyska Arbetskontoret i Oslo. Avsikten var att förstöra det personregister, som tyskarna skulle använda för att kunna få tag i arbetskraft till krigsviktiga arbeten. Falkenberg och Asbjørn Sunde överlevde genomförandet av attacken medan de övriga tre attentatsmännen (Reidar Holtmon, Håkon Sunde och Petter Bruun) senare blev skjutna av tyska soldater. Falkenberg blev i sin frånvaro dömd till döden för attentatet och han flydde då till Sverige.

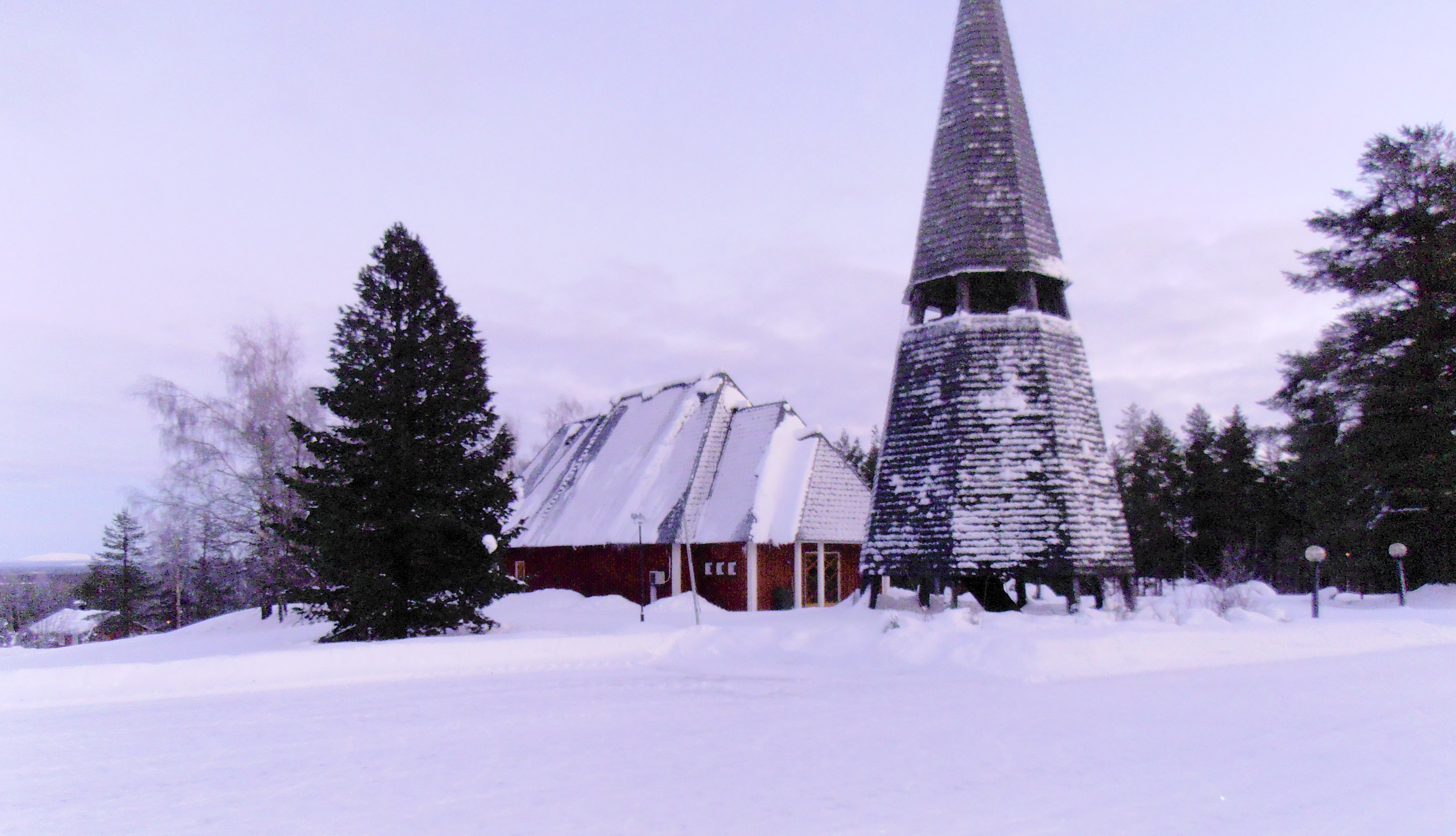
Kaunisvaara kyrka

Falkenberg var distriktsarkitekt i Nordnorge 1948–50, praktiserade på länsarkitektkontor 1950–57, blev stadsplanearkitekt i Motala 1957 och stadsarkitekt i Finspång 1960. Han var även byggnadskonsulent i Bobergs landskommun. Han fick sedermera arbete i Stockholm som arkitekt och ritade bland annat Kaunisvaara kyrka.
Falkenberg engagerade sig bland annat i Finspångs AIK och var senare mycket aktiv inom Skid- och Friluftsfrämjandet, där han främst ledde ungdomsgrupper, så kallade strövare, i skog och mark under vår, sommar och höst. Under vintrarna ledde han i Skid- och Friluftsfrämjandets anda även skridskoskola i Haninge.
Falkenberg var mycket aktiv i svenska Amnesty, grupp 154 Haninge, och brann för den chilenska befolkningen. Han tilldelades i april 2007 Bernardo O'Higgins-orden av den chilenska regeringen som tecken på det engagemang han visat för det chilenska folket.